# シャカリキック!平川大輔と頑張るフレッシュ
シャカリキック!平川大輔と頑張るフレッシュ（しゃかりききっく!ひらかわだいすけとがんばるふれっしゅ）は、2011年（平成23年）8月26日から2012年（平成24年）8月24日までの1年間、インターネットラジオ放送局『BBstation』がコンテンツ提供しているBBstationチャンネルで毎週金曜日に放送していたユーザー参加型の動画付番組。声優の平川大輔（ひらかわ だいすけ）がパーソナリティを務めている。
放送時間は無料放送22:00 - 22:15（JST）と会員限定の有料放送で22:30 - 23:15（JST）の構成となっている。

## 概要
アニメのストーリーやゲームのキャラクターといった2次元＋キャラクターを演じている声優や主題歌歌手などの3次元の両方＝2.5次元アイドル＝キャラドルを目指すべく11人の若手俳優、声優が毎週挑戦するキャラドルチャレンジ略してキャラチャレを行いニコ生アンケートを使って投票を行う。投票上位の人にポイントが与えられる。ポイントが多い人にCD、舞台、朗読等にデビューする事ができる。

投票の低いフレッシュにはノニジュースやがんばらなくっ茶(中身はせんぶり茶)を飲まなければいけないミニ芝居をしなければならない。

## 放送時間
BBstationチャンネル
毎週金曜日　22:00 - 22:15（JST）

## 出演者
パーソナリティ
- 平川大輔（声優）

第一期生
- 髙橋孝治（声優）
- 横山遵（声優）
- 砂山哲英（声優）
- 宮健一（声優）
- 佐藤俊輔（俳優）
- 佐々木篤（俳優）
- 森高賢（俳優）
- 吉濱駿（俳優）
- 土生竜馬（俳優）
- 湯沢理樹（俳優）
- 三苫紘平（俳優）

## シャカリキボイスオーバー
コスプレウィッグ専門店アテナの提供で、コスプレイヤーが演じてるコント映像を見てフレッシュ達が吹き替えをするコーナー。

### シャカリキボイスオーバー過去のコント
「台風中継」
擬人化した台風がビール飲んだり愚痴ってる様子をレポーターが伝える
「美容院」
お客がハンガリーお願いしますと言って美容院がハンガーを顔に付ける
「マッチ売りの少年」
マッチ売りの少年に同情した紳士が財布を渡すが中身は・・・・

### スタッフ
プロデューサー
ディレクター
構成作家
- 木村寿春

- AD
- マスコットキャラクター
  - シャカリキ

## シャカリキック!平川大輔と頑張るフレッシュ（有料版）
シャカリキック!平川大輔と頑張るフレッシュ　（有料版）（しゃかりききっく!ひらかわだいすけとがんばるふれっしゅ　ゆうりょうばん）は、2011年（平成23年）8月26日から2012年（平成24年）8月24日までの1年間、インターネットラジオ放送局『BBstation』がコンテンツ提供している『BBstationチャンネル』で毎週金曜日に放送していたユーザー参加型の番組。声優の平川大輔（ひらかわ だいすけ）がパーソナリティを務めている。

## 放送時間
BBstationチャンネル
毎週金曜日　22:30 - 23:15（JST）

## 出演者
無料版と同様。出演者一覧を参照。